# Brome, Québec
Brome är en bykommun (municipalité de village) i provinsen Québec i Kanada. Den ligger i regionen Estrie, i den sydöstra delen av landet, 250 km öster om huvudstaden Ottawa.
Kommunen är officiellt tvåspråkig (franska och engelska), med 62 % engelsktalande och 41 % fransktalande (modersmålstalare) vid folkräkningen 2021.